# Baeonoma
Baeonoma é um gênero de traça pertencente à família Agonoxenidae.